# Camí de l'Obago
El Camí de l'Obago es un itinerario botánico situado en el pueblo de Vilaller, en la comarca de la Alta Ribagorza (Lérida). El sendero transcurre por el tramo inicial del antiguo camino de Castanesa, entre las pistas de Riupedrós y Seu de Baix. Arrieros, pastores y peatones utilizaron durante siglos esta ruta como vía de comunicación e intercambio entre el pueblo de Vilaller y la villa de Castanesa.

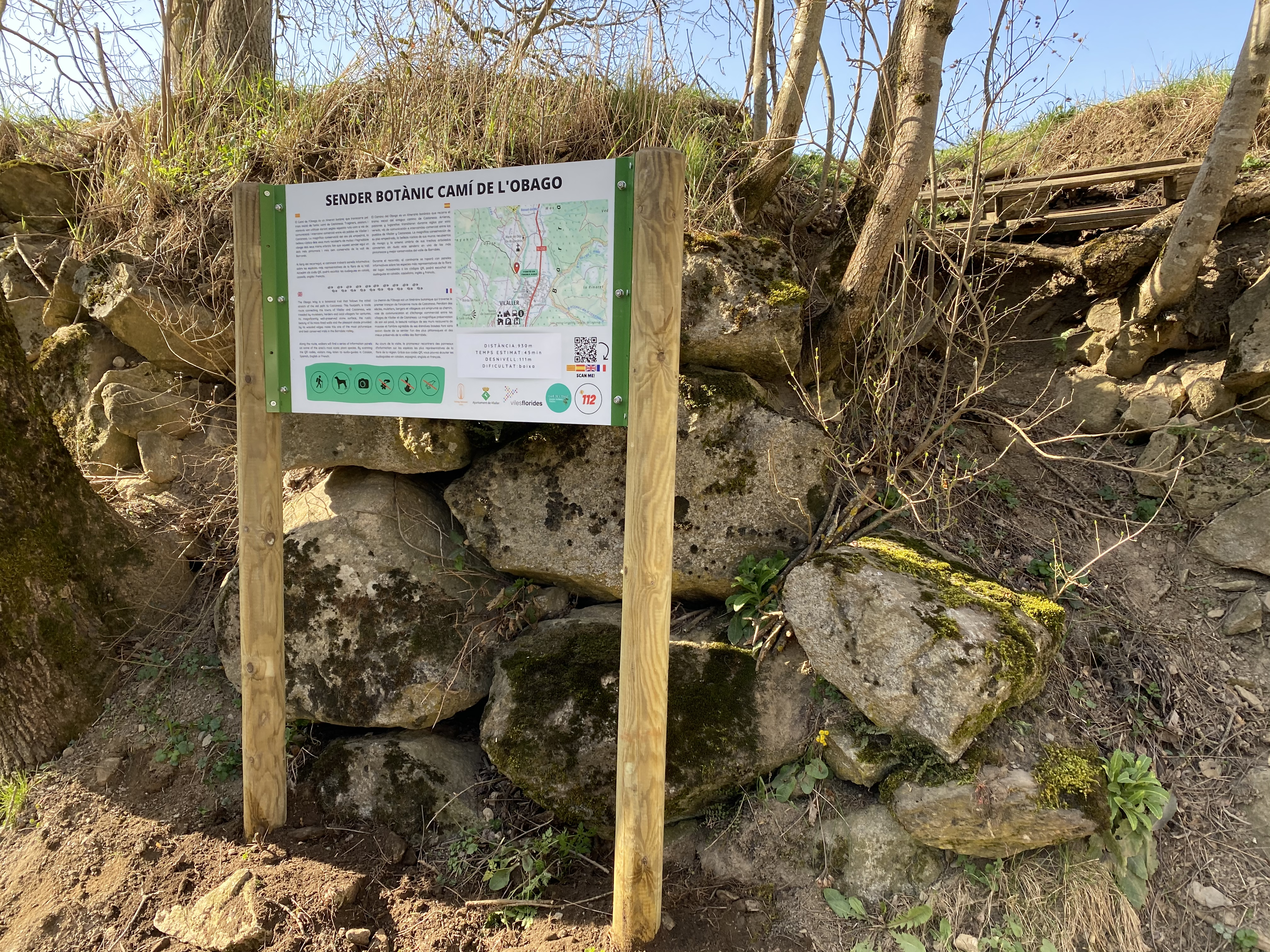
Inicio del sendero botánico

Se trata de uno de los caminos típicos de montaña mejor conservados del Valle de Barrabés. La calidad de los empedrados, la belleza de los muros cubiertos de musgo y la sombra que preside buena parte del trayecto, hacen de esta breve excursión una agradable experiencia.
En un recorrido de un quilómetro se localizan un conjunto de paneles con información sobre las especies más representativas de la flora del Valle. Las especies objeto de estudio son las siguientes: olmo (Ulmus minor),  tilo (Tilia cordata), hiedra (Hedera helix), boj (Buxus sempervirens),  acebo (Ilex aquifolium), pino albar (Pinus sylvestris), avellano común (Corylus avellana), arce menor (Acer campestre), roble subescente (Quercus humilis), mostajo (Sorbus aria), fresno (Fraxinus excelsior), espino blanco (Crataegus monogyna), aligustre (Ligustrum vulgare) y cornejo (Cornus sanguinea).
Accediendo a los códigos QR pueden escucharse audioguías en catalán, castellano, inglés y francés.
La instalación de esta ruta se llevó a cabo gracias a un proyecto de colaboración entre el Ayuntamiento de Vilaller y el Colegio Episcopal de Lérida. Fue inaugurado el día 1 de abril de 2021 y constituye uno de los atractivos turísticos de la zona.

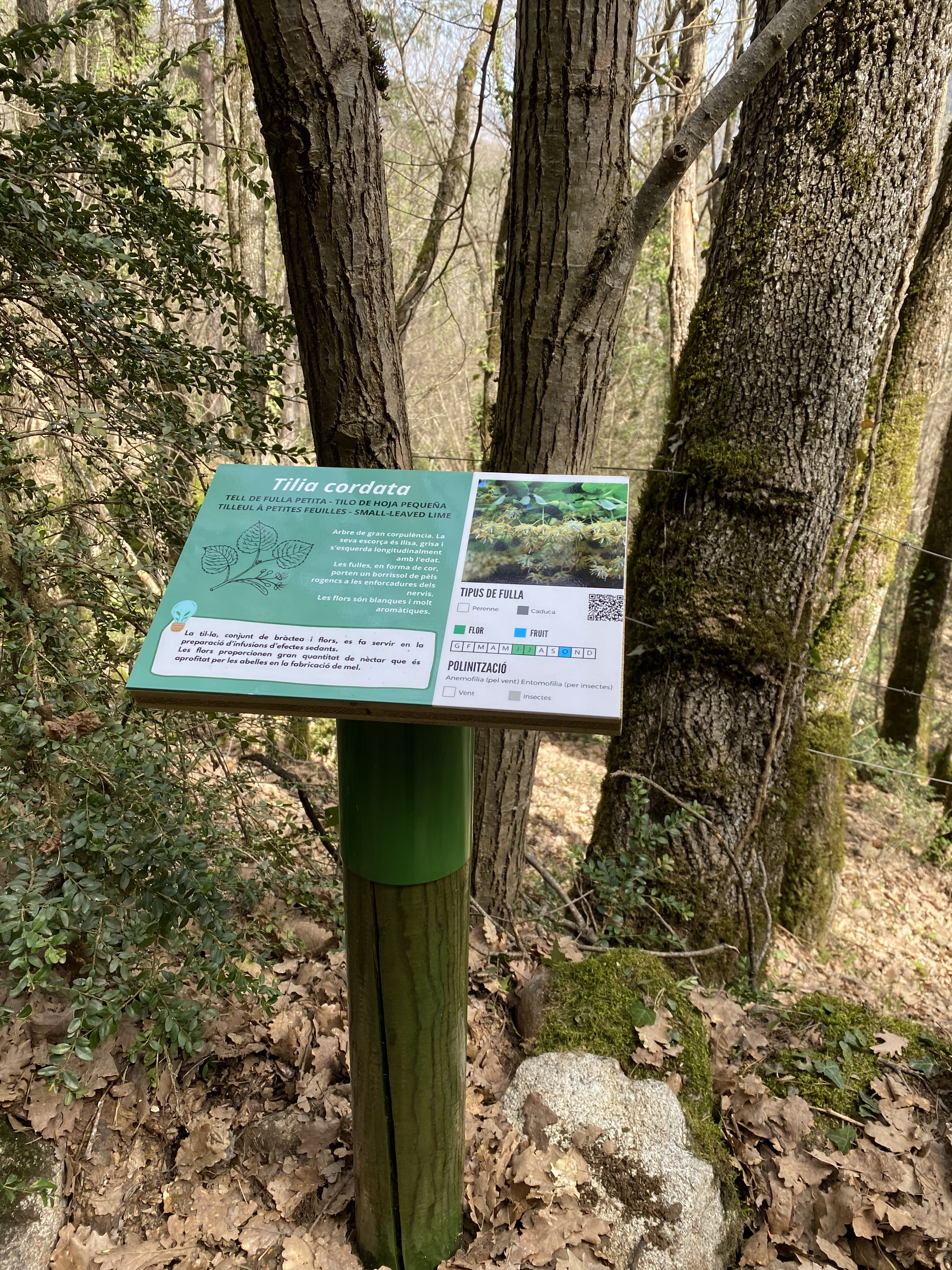
Panel informativo
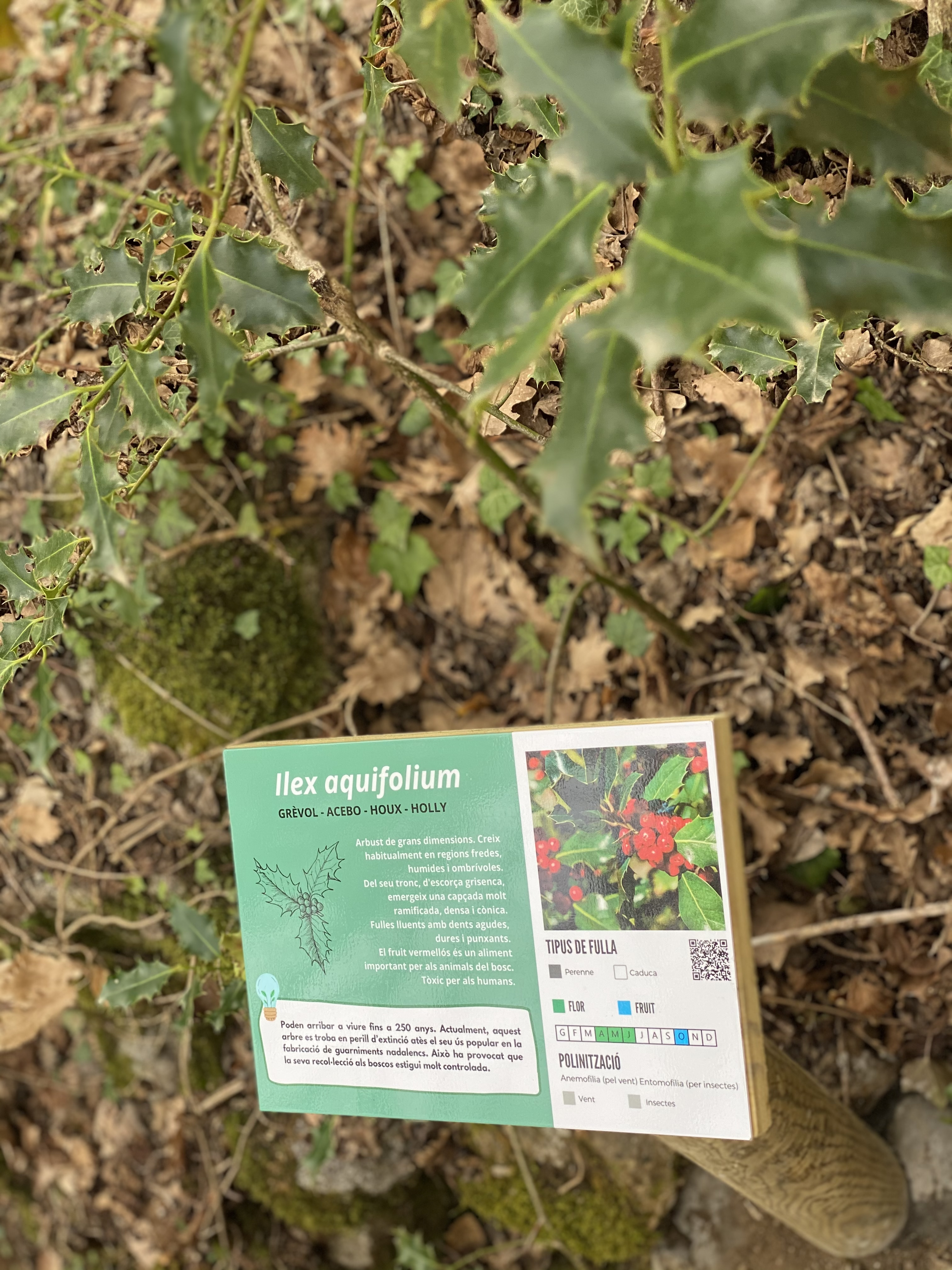
Buxus Sempervirens